# Chrysogorgia debilis
Chrysogorgia debilis is een zachte koraalsoort uit de familie Chrysogorgiidae. De koraalsoort komt uit het geslacht Chrysogorgia. Chrysogorgia debilis werd in 1908 voor het eerst wetenschappelijk beschreven door Kükenthal.